# بورنویرت
بورنویرت (به هلندی: Bornwird) یک منطقهٔ مسکونی در هلند است که در دونگرادیل واقع شده‌است. بورنویرت ۱۱۹ نفر جمعیت دارد.